# Mixmania 2
Mixmania2 était une émission de télévision québécoise animée par Julie St-Pierre, animatrice à la radio NRJ et ancienne participante de la première version de Mixmania, en 2002. Mixmania 2 fut diffusée sur VRAK.TV du 17 mars au 29 mai 2011.

## L'émission

### Présentation
Durant 10 semaines, 8 jeunes, quatre gars et quatre filles de 12 à 17 ans, ont appris les secrets du monde du spectacle et ont reçu les enseignements et conseils de plusieurs professionnels de l'industrie.

### Les auditions
Plus de 2 500 jeunes ont soumis leur candidature pour participer à l'émission. Après une ronde d'auditions, 12 d'entre eux (6 gars et 6 filles) ont été retenus pour le vote final. Par contre, seulement 8 jeunes (4 gars et 4 filles) ont vraiment participé à l'émission. C'est le public qui devait voter, sur VRAK.TV pour choisir ceux qui ont pris part à l'émission.

### Les finalistes
Voici la liste des 12 jeunes qui étaient finalistes pour participer à Mixmania 2:
- Alex Miron Dauphin (Repentigny)
- Alexandra Livernoche (Montréal)
- Alexandre Grenier  (Senneterre, en Abitibi)
- Anne Sophie Demers (Lévis)
- Audrey-Anne Séguin (Montréal)
- Claudia Bouvette (Bromont)
- Emmy Langlais (Québec)
- Jérémy Plante (Saint-Étienne-de-Lauzon, à Lévis)
- Jimmy Noël (Saint-Paul-de-Montminy)
- Kiana Lebel (Montréal)
- Matthieu Lévesque (Saint-Jérôme)
- Tommy Tremblay ou PETiTOM (Québec)

### Les participants
À la suite du vote du public, huit jeunes ont été sélectionnés parmi les finalistes et ont fait partie de l'aventure Mixmania 2:
Les 4 garçons (StepZone)
- Alex Miron Dauphin (Repentigny)
- Jérémy Plante (Saint-Étienne-de-Lauzon, à Lévis)
- Matthieu Lévesque (Saint-Jérôme)
- Tommy Tremblay ou PETiTOM (Québec)

Les 4 filles (Glamies)
- Alexandra Livernoche (Montréal)
- Anne Sophie Demers (Lévis)
- Claudia Bouvette (Bromont)
- Emmy Langlais (Québec)

### Invités
De nombreux artistes du monde québécois ont été invités dans l'émission, afin de leur parler du showbiz qu'ils doivent connaître.
- Semaine 1 : Chéli Sauvé-Castonguay et Jean-Michel Anctil (mentors)
- Semaine 2 : Mitsou et Patrice Bélanger
- Semaine 3  : Véronique Cloutier
- Semaine 4  : Mariloup Wolfe (comédienne)
- Semaine 5 : Guillaume Lemay-Thivierge
- Semaine 6  : Marie-Mai (chanteuse)
- Semaine 7 : Chéli Sauvé-Castonguay (à son émission)
- Semaine 8 : Chéli Sauvé-Castonguay et Jean-Michel Anctil (mentors) + Simple Plan
- Semaine 9 : Joey Scarpellino + Marie-Mai + Chéli Sauvé-Castonguay et Jean-Michel Anctil (mentors)

India Desjardins, Steve Veilleux (chanteur du groupe Kaïn) et William Deslauriers ont déjà été invités, mais cela n'a pas été présenté à l'émission.

### Les votes
- Semaine 1 : Désigner les portes-paroles du côté des gars et des filles (Filles : Claudia Bouvette et Gars : Tommy Tremblay)
- Semaine 2 : Choisir un nom pour le groupe des gars et un nom pour le groupe des filles (Filles : Glamies et Gars : Stepzone)
- Semaine 3 : Choisir qui formera le duo chant et le duo danse (Chant : Claudia Bouvette et Jérémy Plante  et Danse : Emmy Langlais et Tommy Tremblay)
- Semaine 4 : Choisir qui, des gars ou des filles, a réalisé le meilleur vidéoclip (les Glamies)
- Semaine 5 : Choisir la façon dont les candidats seront habillés pour le spectacle final de Mixmania (Glamies : Glam Rock et Stepzone : Pop Street)
- Semaine 6 : Choisir l'affiche officielle de Mixmania 2 ([2])
- Semaine 7 : Choisir quel groupe aura la chance de faire une virée magasinage en compagnie de la styliste et de Joey Scarpellino (les Glamies)
- Semaine 8 : Choisir le groupe gagnant de l'aventure Mixmania 2 (les Glamies- le groupe gagnant remporte un voyage toute dépense payée à New York et soirée sur Broadway)
- Semaine 9 : Vote par les mentors Chéli Sauvé-Castonguay et Jean-Michel Anctil du meilleur esprit d'équipe (Glamies : Anne-Sophie Demers et Stepzone : Alex Miron Dauphin)

## Appartement et vie quotidienne
Les huit participants habitaient tous dans un seul et même appartement dans la ville de Montréal. Les filles dormaient dans la même chambre et les garçons également. La personne qui leur préparait de la nourriture et qui s'occupait d'eux (mais pas dans l'émission) était une « nounou » qui était un peu comme leur « deuxième mère ».  Durant leur participation à l'émission, les jeunes bénéficiaient aussi des services d'une enseignante et tutrice pour poursuivre leurs travaux scolaires.

### Webémission et site Web
La webémission était diffusée en direct le jeudi à 18 h, sur le site Web de VRAK.TV, immédiatement après la diffusion originale de l'émission sur les ondes de VRAK.TV. Les fans de la série pouvaient soumettre leurs questions aux participants à propos de ce qu'ils vivaient dans l'émission ou sur leur vie personnelle. Le 21 avril 2011, 10 300 fans ont écouté l'émission. Chaque semaine, les questions arrivaient en grand nombre et les participants ne pouvaient malheureusement pas répondre à l'ensemble d'entre elles.
En plus du vote hebdomadaire et de la webémission, le site Web de Mixmania proposait une expérience interactive sans précédent, qui se déployait aussi sur les plateformes mobiles que sont iPod touch, iPad et iPhone. Lors de la diffusion de l'émission en ondes et de la webémission, les jeunes pouvaient également participer à un clavardage simultané (chat & watch). Des vidéos exclusives, filmées par les participants et la production, ainsi que le journal du participant pouvaient être consultés, afin de connaître les coulisses de l'émission.
Le site web de l'émission est la réalisation de l'entreprise Turbulent, fondée en 2002 et qui travaille pour de nombreux réseaux de télévision. Les modules du site donnaient accès à du contenu exclusif (émission web en direct, journaux des participants, vidéos). Le site a généré plus de deux millions de visites durant les 11 semaines de diffusion. De plus, ce sont 6 700 000 vidéos qui ont été visionnées en 8 semaines, une donnée très impressionnante pour Marc Beaudet, fondateur de Turbulent.

## Spectacles
Le 8 avril 2011, les huit participants se sont rendus aux Galeries de la Capitale, à Québec, pour interpréter les chansons Danse Danse (par tous), Amour Point Zéro (par les Glamies) et Superstar (par StepZone) et par la suite, ils ont fait une séance d'autographes à tous leur fans. Plus de 10 000 personnes étaient présentes sur place. Le 19 avril 2011, Chéli Sauvé-Castonguay a invité la gang à son émission Palmarès, à MusiquePlus, pour interpréter la chanson-thème Danse Danse. Le show final, où les Glamies ont remporté le titre du groupe gagnant, s'est déroulé le dimanche 8 mai 2011 au Club Soda à Montréal.  Le dernier épisode de Mixmania 2, le 19 mai 2011, a d'ailleurs été consacrée à ce spectacle.
Le groupe gagnant, les Glamies, a ensuite eu la chance d'aller à New York pour tourner un vidéoclip de l'une de leurs chansons.
Le 10 juin 2011, les participants de Mixmania 2 étaient aux Francofolies de Montréal. Ils en ont profité pour lancer leur album, qui déjà quelques heures après sa mise en vente, était déclaré disque d'or (40 000 copies vendues).
Le lancement de l'album a marqué le début d'une grande tournée. Plus de 35 spectacles ont eu lieu aux quatre coins du Québec. C'est le 28 janvier 2012 à Gatineau qu'a eu lieu le dernier spectacle de la tournée.

## Discographie
L'album Mixmania 2 est sorti en magasin et en ligne le 10 juin 2011.
1. Danse Danse, interprétée par Glamies et StepZone
2. Chic Chick, interprétée par StepZone
3. Amour Point Zéro, interprétée par Glamies
4. Tant que l'on s'aime, interprétée par Claudia et Jérémy dansé par Emmy et Tommy
5. Tellement, interprétée par StepZone
6. Je prends ma place, interprétée par Glamies
7. Superstar, interprétée par StepZone
8. 100 visages, interprétée par Glamies
9. Amour Point Zéro (version acoustique), interprétée par Glamies
10. Chic Chick (version acoustique), interprétée par StepZone
11. Danse Danse (chanson-thème), interprétée par Julie St-Pierre et Peya

Toutes les chansons ont été écrites par Peya et composées par Louis Côté. De plus, durant l'émission, chaque chanson était accompagnée d'une chorégraphie.